# Carte verte (automobile)
Pour les articles homonymes, voir carte verte.

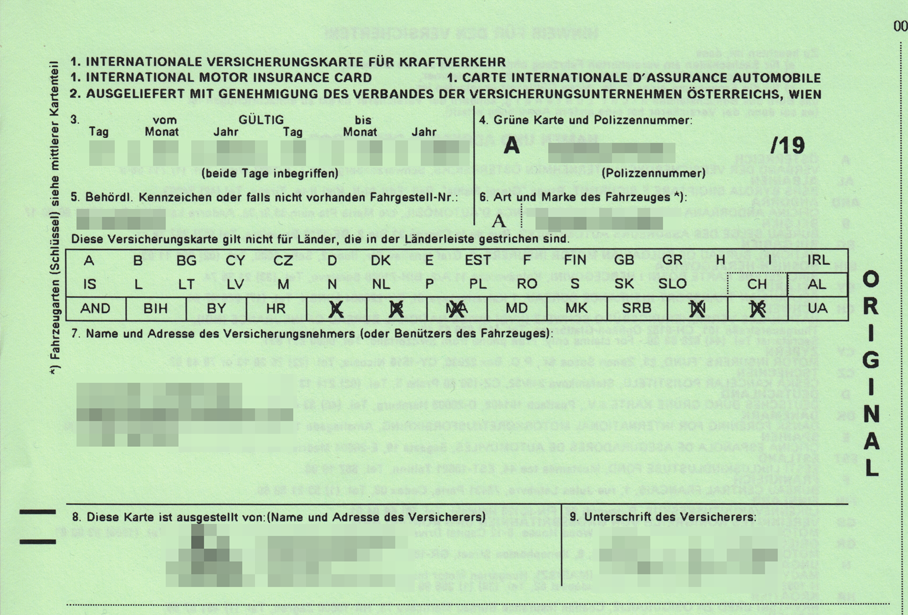
Carte internationale d'assurance automobile, allemande (ancien format) ; les pays couverts par l'assurance apparaissent non barrés, les pays barrés ne sont pas couverts.

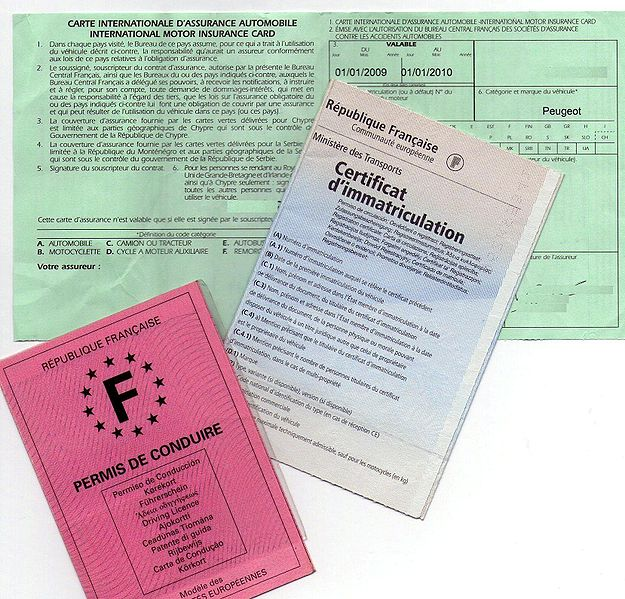
L'attestation d’assurance (en vert), avec le certificat d'immatriculation (carte grise) et un permis de conduire français format trois volets.

La carte verte, ou Carte internationale d'assurance automobile, est un certificat d'assurance automobile délivré par les assureurs européens et créé en 1949. Elle remplace l'ancienne attestation d'assurance jaune. À partir du 1er avril 2024, la carte verte disparaît pour circuler en Europe. Elle est remplacée par une carte verte de couleur blanche pour circuler dans les autres pays adhérents.
Elle est émise par le bureau central du pays de l'assuré (ce bureau sert aussi dans le règlement des sinistres internationaux).
Entre 2012 et 2016, le nombre d'accidents internationaux dans l'espace carte verte est passé de 350 000 à 377 666 accidents.
En France, le nombre de véhicules assurés et donc de cartes vertes est estimé à 40,9 millions, d'après la fédération des assurances.

## Description

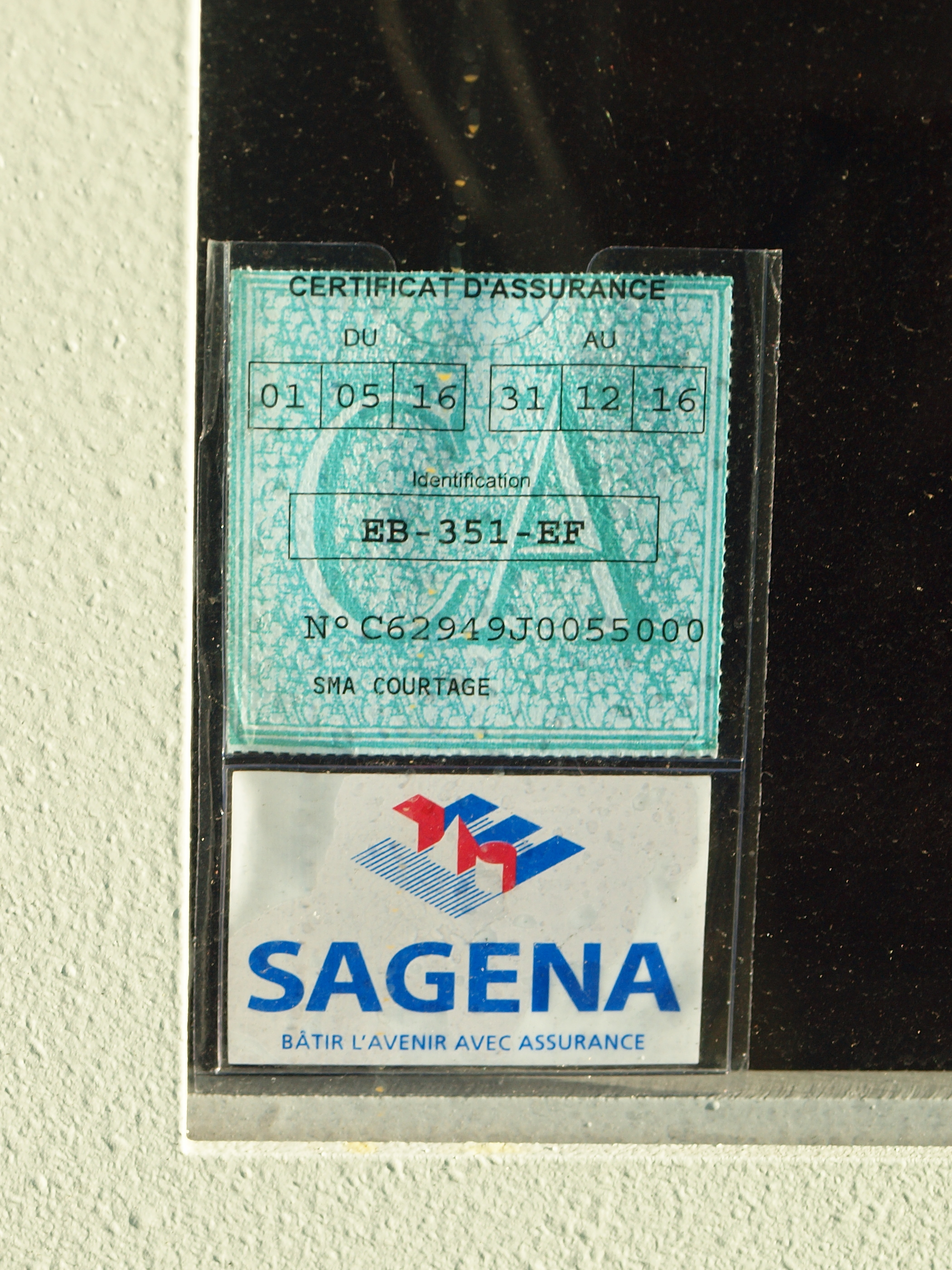
Certificat d'assurance d'un radar de contrôle routier déplaçable.

Une carte verte se compose de deux volets :
- le certificat d'assurance qui est un coupon à apposer sur la face interne du pare-brise du véhicule assuré ;
- la carte verte ou attestation d'assurance où figurent les informations sur le souscripteur et la compagnie d'assurance.

La carte d'assurance est de couleur verte, mais la nuance de vert n'est pas harmonisée entre les divers États.
Sur la carte verte doivent figurer les coordonnées du souscripteur du contrat et l'entreprise d'assurance, les dates de validité, le numéro du contrat, le numéro d'immatriculation et la marque du véhicule ; au dos figure la liste des pays où l'on peut circuler sans être obligé de prendre une assurance frontière.
L'attestation d'assurance peut être signée par le souscripteur ; en revanche, le certificat d'assurance que l'on doit disposer sur la face interne du pare-brise n'a pas besoin d'être signé. Pour les personnes qui se rendent au Royaume-Uni et à Chypre, la carte verte doit être signée par toutes autres personnes qui peuvent utiliser le véhicule.
La carte verte n'est qu'une présomption d'assurance. En effet, il se peut que le contrat soit suspendu à la suite d'une mise en demeure, ou résilié à la suite de la demande de l'assuré ou de son assureur. Sauf en cas de circulation du véhicule à l'étranger, la carte verte est considérée comme une preuve d'assurance. 
La présomption d'assurance subsiste un mois à compter de l'expiration de la carte.
En France, à la suite de la loi du 9 septembre 1986, il est impératif que la vignette d'assurance soit visible de l'extérieur. Dans le cas contraire, le propriétaire risque une contravention de 2e classe.
La carte verte est valable un an en France, mais pour six mois à l'étranger dans les pays de l'Union européenne ; au-delà, une assurance locale doit être souscrite.
À l'étranger, la carte verte couvre la responsabilité civile dans le cadre légal, mais la portée de l'assurance complémentaire facultative peut être variable.

## Informations
En général, la carte verte respecte le modèle approuvé par le sous-comité des transports routiers de la Commission économique pour l'Europe de l'Organisation des Nations unies (ONU).
Toutefois, dans certains cas, les cartes vertes ne respectent pas le format de l'ONU, par exemple sur la liste des pays adhérant au système carte verte, ou sur l'ordre des cases.
Les informations d'une carte verte sont les suivantes :
| Case  | Description                                                      | Précisions |
| ----- | ---------------------------------------------------------------- | --- |
| 1     | Intitulé de la carte verte                                       | |
| 2     | Bureau national sous la responsabilité duquel elle est émise     | |
| 3     | Dates de validité du document                                    | |
| 4     | Code pays/code assureur/numéro                                   | code pays: pays émetteur; code assureur: société d'assurance; numéro: selon l'assureur, par exemple numéro de police                                                      |
| 5     | Numéro d'immatriculation du véhicule/no du châssis/no du moteur  | |
| 6 & 7 | Catégorie et marque du véhicule                                  | Par exemple A. Automobile ; B. Motocycle |
| 8     | Validité territoriale                                            | Une case pour chaque pays d'assurance, une seule case pour l'Union européenne qui forme un marché unique. Une case barrée indique une absence de couverture dans ce pays. |
| 9     | Nom et adresse du souscripteur (ou de l'utilisateur du véhicule) | |
| 10    | Nom et adresse de l'assureur                                     | |
| 11    | Signature de l'assureur                                          | |

## Historique

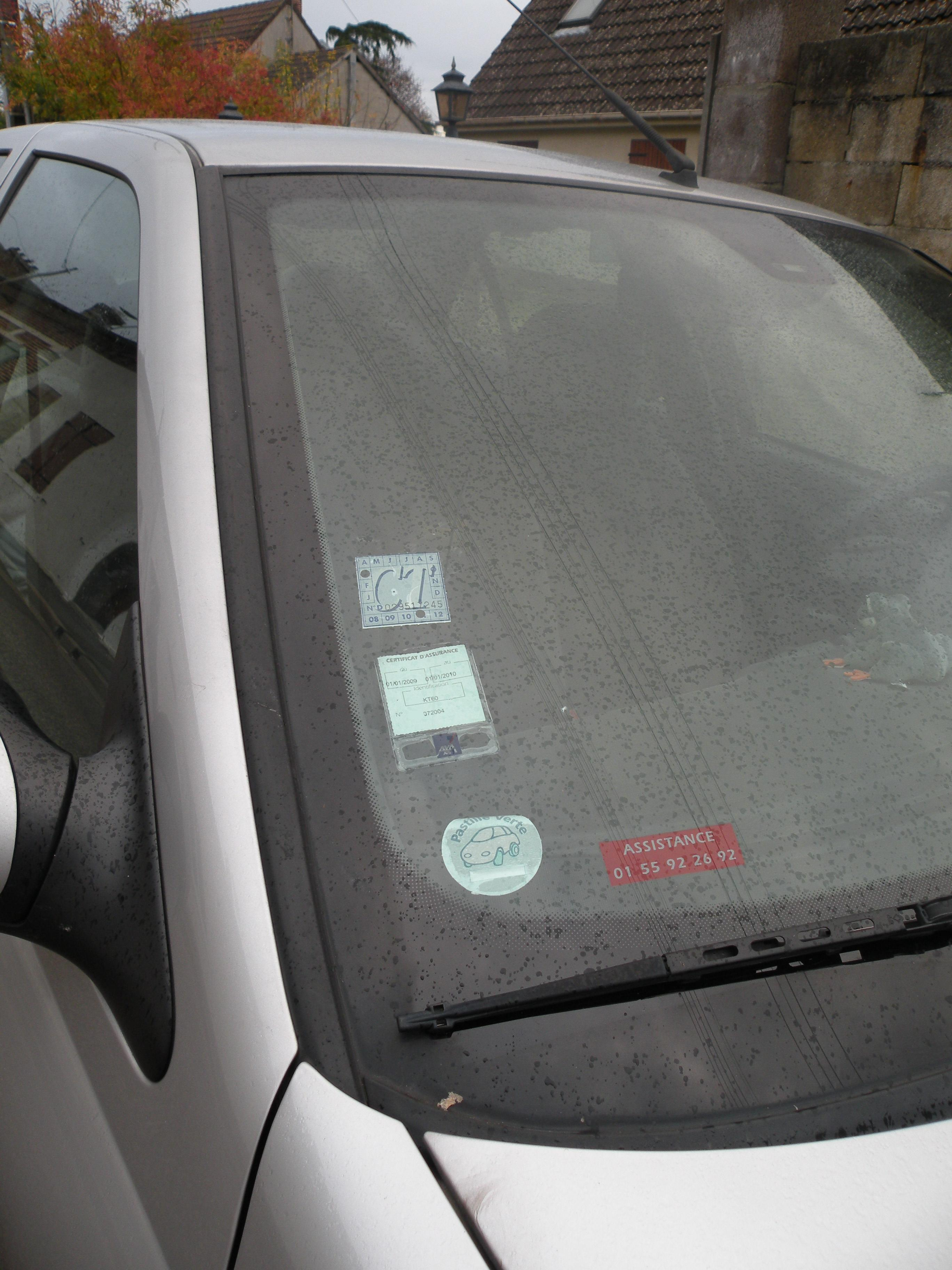
Le certificat d'assurance (en dessous du justificatif de contrôle technique ancien format et au-dessus de la pastille verte)

La carte verte est surtout un accord international entre assurances de responsabilité civile pour les propriétaires de véhicules à moteur.
En 1949, une conférence internationale des assureurs de Londres a adopté les recommandations du Conseil économique et social des Nations unies et le Conseil a établi officiellement son siège à Londres. En 1951, la première réunion formelle du Conseil a approuvé le modèle d'accord entre les États membres et a adopté une norme uniforme pour les « cartes vertes ». En 2006, le siège du Conseil est transféré à Bruxelles.
Suivant l'Allemagne qui a mis fin à la carte verte en 2008, la France supprime à compter du 1er avril 2024 l'obligation du certificat d'assurance apposé à l'intérieur des pare-brises ainsi que l'attestation d'assurance pour la remplacer par un mémo au format papier ou au format dématérialisé suivant le choix de la société d'assurance.
Le mémo qui remplace la vignette verte contient le numéro de police d'assurance, le numéro de la plaque d'immatriculation, les coordonnées de l'assureur, le code pays et le code assureur. Ce mémo doit être conservé soit dans le véhicule, soit dans un téléphone. Le contrôle des forces de l'ordre se fera par consultation du fichier des véhicules assurés.
Pour les véhicules non immatriculés ou pour circuler dans un autre pays adhérent, il faudra avoir une carte internationale d'assurance automobile de couleur blanche.

## Cas de l'Union européenne et de l'Espace économique européen
Dans l'Union européenne, la directive 2009/103/CE du Parlement européen et du Conseil du 16 septembre 2009 concernant l'assurance de la responsabilité civile résultant de la circulation de véhicules automoteurs et le contrôle de l'obligation d'assurer cette responsabilité — texte présentant de l'intérêt pour l'EEE — harmonise les législations des États membres relatives à l'assurance de la responsabilité civile. Elle prévoit qu'un véhicule peut être couvert par une carte verte en état de validité ou un contrat d'assurance-frontière pour garantir l'indemnisation des victimes d’accidents.

## Pays adhérents

Zone géographique des pays adhérents du système de la carte verte.

Les pays suivants adhèrent au système de la carte verte en 2016 :
| Convention multilatérale (États de l'UE/EEE + Andorre, Serbie et Suisse) | Convention multilatérale (États de l'UE/EEE + Andorre, Serbie et Suisse) | Convention multilatérale (États de l'UE/EEE + Andorre, Serbie et Suisse)                                                                                             | Autres pays |
| - Andorre - Allemagne - Autriche - Belgique - Bulgarie - Chypre - sauf Chypre du Nord - Croatie - Danemark - Îles Féroé - Espagne - Îles Canaries - Estonie - Finlande - France - Grèce | - Hongrie - Irlande - Islande - Italie - Lettonie - Liechtenstein - Lituanie - Luxembourg - Malte - Monaco - Norvège - Pays-Bas - Pologne - Portugal - République tchèque - Roumanie | - Royaume-Uni - Gibraltar - Guernesey - Île de Man - Irlande du Nord - Jersey - Saint-Marin - Serbie - sauf Kosovo - Slovaquie - Slovénie - Suède - Suisse - Vatican | - Albanie - Azerbaïdjan - Biélorussie - Bosnie-Herzégovine - Iran - Israël - Macédoine du Nord - Maroc - Moldavie - Monténégro - Russie - Tunisie - Turquie - Ukraine |

Annulé :
- Irak

Informations manquantes :
- Chypre du Nord
- Kosovo
- Transnistrie

## Accidents internationaux par pays
En 2012, les pays ayant eu le plus d'accident étrangers assurés à l'étranger par le système de carte verte sont:
1. Allemagne : 54 623 accidents
2. France : 53 914 accidents
3. Italie : 41 188 accidents
4. Autriche : 29 055 accidents
5. Royaume-Uni : 24 875 accidents

En 2016, les pays assurant le plus d'accident à l'étranger sont la Pologne 45 891 et la Roumanie 32 541 ; les Pays-Bas, l'Espagne et la Roumanie comptaient 23 000 accidents assurés à l'étranger environ.

## Autres régions du monde, autres cartes

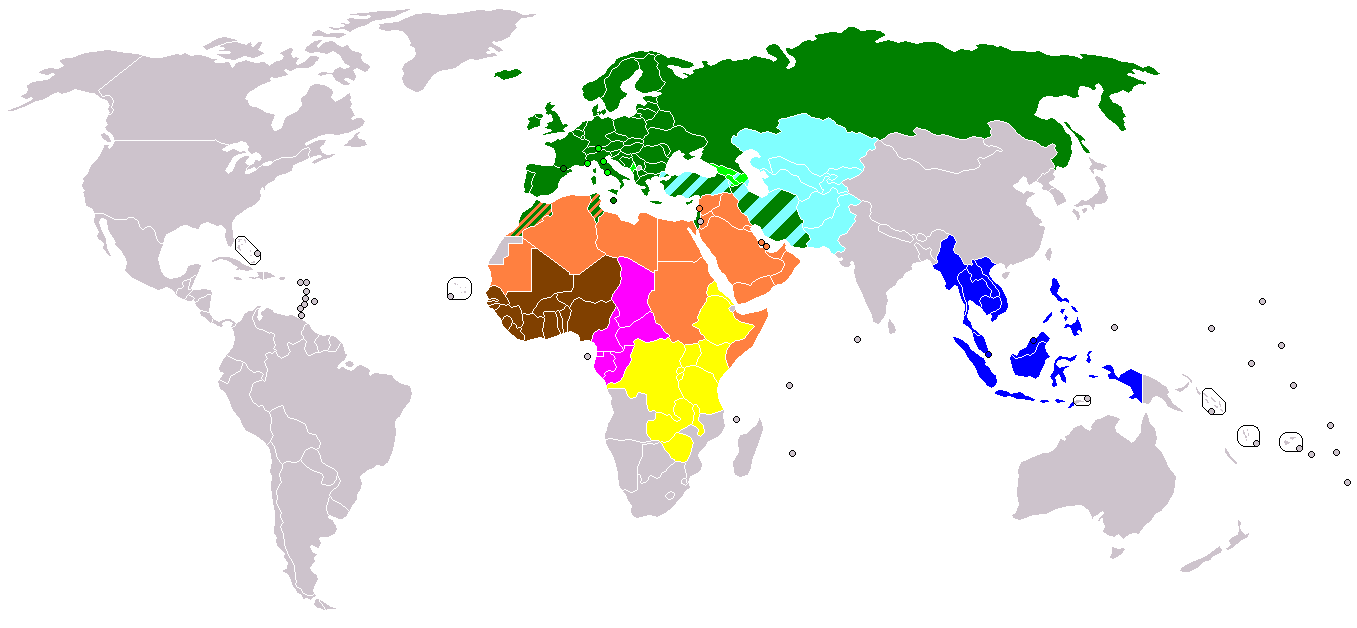

La carte verte a inspiré d'autres systèmes fondés sur les mêmes principes
Carte rose en Afrique centrale (6 pays), Carte brune en Afrique de l'Ouest (14 pays) et la Carte orange pour les pays arabes (19 pays).

### Carte rose
La Carte rose pour six pays d'Afrique centrale :
| - Cameroun - République centrafricaine | - République du Congo - Gabon | - Guinée équatoriale - Tchad |

### Carte brune
La Carte brune pour quatorze pays d'Afrique de l'Ouest :
| - Bénin - Burkina Faso - Côte d'Ivoire - Gambie - Ghana | - Guinée - Guinée-Bissau - Liberia - Mali - Niger | - Nigeria - Sénégal - Sierra Leone - Togo |

Plus de 600 000 véhicules sont dotés de la carte brune.

### Carte orange
La Carte orange pour dix-neuf pays arabes :
| - Algérie - Arabie saoudite - Bahreïn - Égypte - Émirats arabes unis - Irak - Jordanie | - Koweït - Liban - Libye - Maroc - Mauritanie (à confirmer) - Oman - Qatar | - Somalie - Soudan - Syrie - Tunisie - Yémen |